# Riba-roja d'Ebre
Riba-roja d'Ebre (em catalão e oficialmente) ou Ribarroja de Ebro (em castelhano) é um município da Espanha na comarca de Ribera d'Ebre, província de Tarragona, comunidade autónoma da Catalunha. Tem 99,1 km² de área e em 2021 tinha 1 117 habitantes (densidade: 11,3 hab./km²).

## Demografia
| Variação demográfica do município entre 1991 e 2004 [carece de fontes?] | Variação demográfica do município entre 1991 e 2004 [carece de fontes?] | Variação demográfica do município entre 1991 e 2004 [carece de fontes?] | Variação demográfica do município entre 1991 e 2004 [carece de fontes?] |
| ----------------------------------------------------------------------- | ----------------------------------------------------------------------- | ----------------------------------------------------------------------- | ----------------------------------------------------------------------- |
| 1991                                                                    | 1996                                                                    | 2001                                                                    | 2004                                                                    |
| 1607                                                                    | 1472                                                                    | 1310                                                                    | 1350                                                                    |